# キクラゲ
キクラゲ（木耳、学名：Auricularia auricula-judae）は、キクラゲ目キクラゲ科キクラゲ属のキノコ。春から秋にかけて、広葉樹のニワトコ、ケヤキなどの倒木や枯枝に発生する。主に日本列島、中国大陸、台湾島、朝鮮半島などの東アジアやミャンマーなどで食用とされている。また、中米のベリーズでは、マヤ系先住民族のモパン族が食用とする2種のキノコのうちの一種である。
ただし、現在の学名は変更される可能性が高い（後述）。

## 名称
和名「キクラゲ」の由来は、食感がクラゲに似ることから、木に生えるクラゲのような食感の食材という意味である。漢字では中国名（漢名）「木耳」（ムーアル、拼音: mù‘ěr）と書き、熟字訓で「きくらげ」と読ませる。日本では俗に「人の耳」ともよばれる。日本における地方名には、沖縄本島のみみぐい、沖永良部島（鹿児島県）のみんぐそ、奄美大島（鹿児島県）のみんぐり、宮崎県西臼杵郡のみみなばなどがあり、いずれも自生するアラゲキクラゲを耳と関連付けて呼んでいる。その他の地方名として、ミミキノコ、アマブクレ、コリコリ、ヤマクラゲ、カンゴノクサビラなどがある。
学名の内、属名 Auricularia はラテン語の「耳介」に由来する。種小名 auricula-judae は「ユダの耳」を意味し、ユダが首を吊ったニワトコの木からこのキノコが生えたという伝承に基づく。英語でも同様に「ユダヤ人の耳」を意味するJew's earという。この伝承もあってヨーロッパではあまり食用にしていない。
日本では、従来 A. auricula (Hook.) Underw. という学名が用いられていたが、実際には上記の学名 A. auricula-judae (Bull.) J.Schröt. が優先権を持つことが判明した。
ベトナム語では、「猫のきのこ」を意味するnấm mèo（ナムメオ）、または、木耳をベトナム語で音読みしたmộc nhĩ（モッニー）という。
マヤ系のモパン語ではlo'lo'（ロロ）という。

### 最新の分類学的検討
野生のキクラゲは、赤褐色やオリーブ褐色など色に大きな変化があり、近年の研究では数種に分けられることが明らかになっている。
狭義の A. auricula-judae はヨーロッパに産出するが、従来同種と同定されていたアジア産の「キクラゲ」は、詳細な分子系統解析や形態比較により、複数の新種に分類されることが判明している。研究者の白水貴らが日本産の「キクラゲ」を分析したところ、A. heimuer、A. minutissima、A. villosula、A. thailandicaの4種が発見され、A. auricula-judaeは見つからなかった。

## 分布・生態
日本、中国、台湾、北アメリカ、メキシコ、ヨーロッパに分布する。
木材腐朽菌（腐生菌、腐生性）。早春から秋にかけて、クワ、ニワトコ、ミズナラ、ブナ、ケヤキなどの広葉樹の倒木や切り株、枯れた枝などに単生か重生している。シイやカシ林、雑木林はもとより、人里、公園、畑、河原など、身近なところで見つかる。

## 形態
形は不規則で、円盤形、耳形、伏せた皿形、お椀形など変化に富み、柄はなく、背面の中心もしくは一部で枯木の樹皮に付着する。はじめは円盤状から腕形で、生長すると耳状の裂片になる。径は2 - 7センチメートル (cm) ほどある。湿っているときはゼリー質（ゼラチン状）でやや半透明、背面は粗い微毛で白く、表面は黄褐色から暗褐色で滑らか。反対側で胞子がつくられる。
湿っているときはゼラチン質でぷよぷよしているが、乾燥すると黒ずんで小さく縮まってかたくなる。近くのものと合着することもある。雨上がりに探すと、水分をたっぷり含んだ重量感のあるキクラゲを見つけられる。
アラゲキクラゲが南方系なのに対し、キクラゲは北方系のため、アラゲキクラゲよりも少し低い温度で発生する。

キクラゲのさまざまな形態
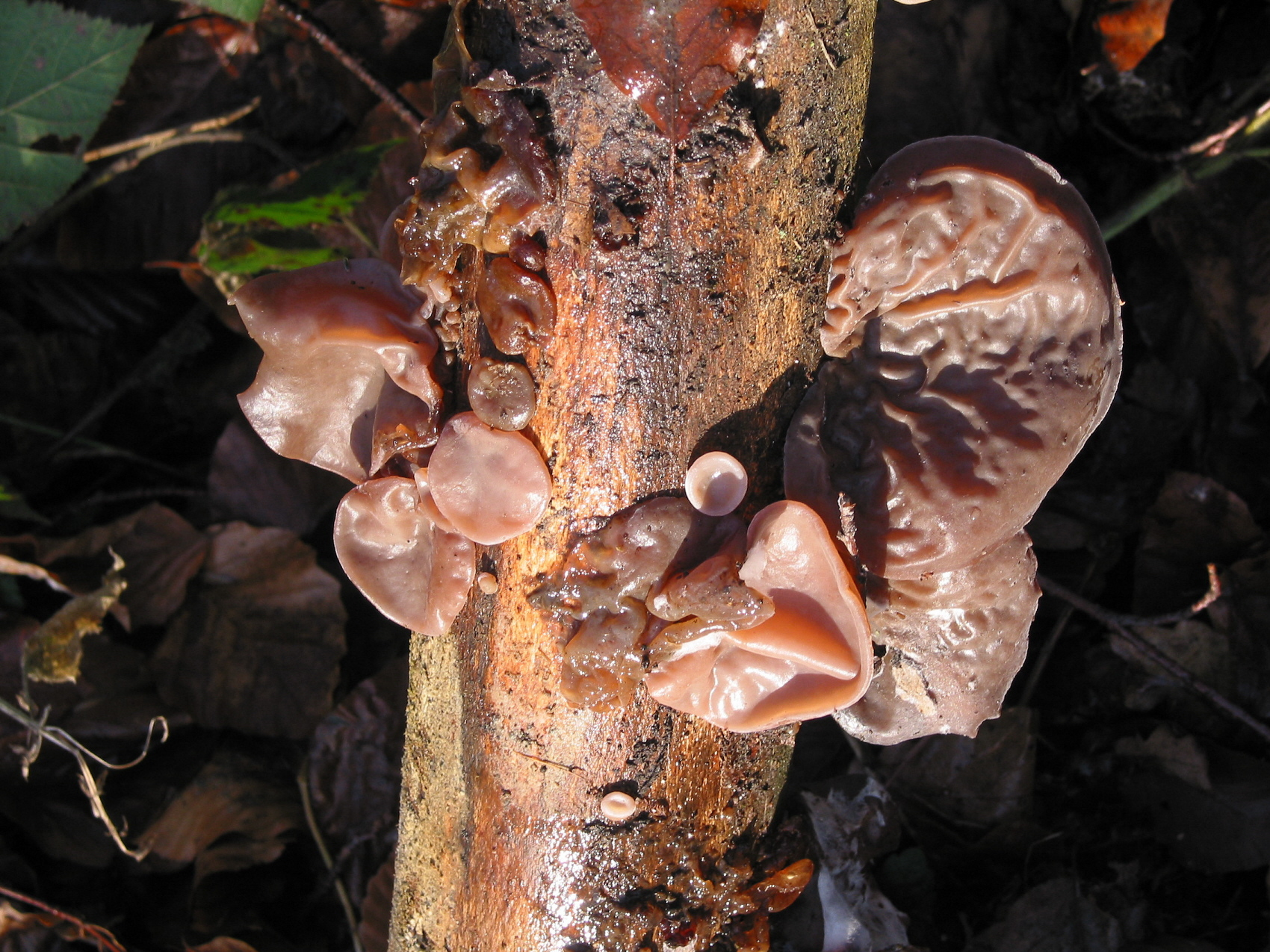
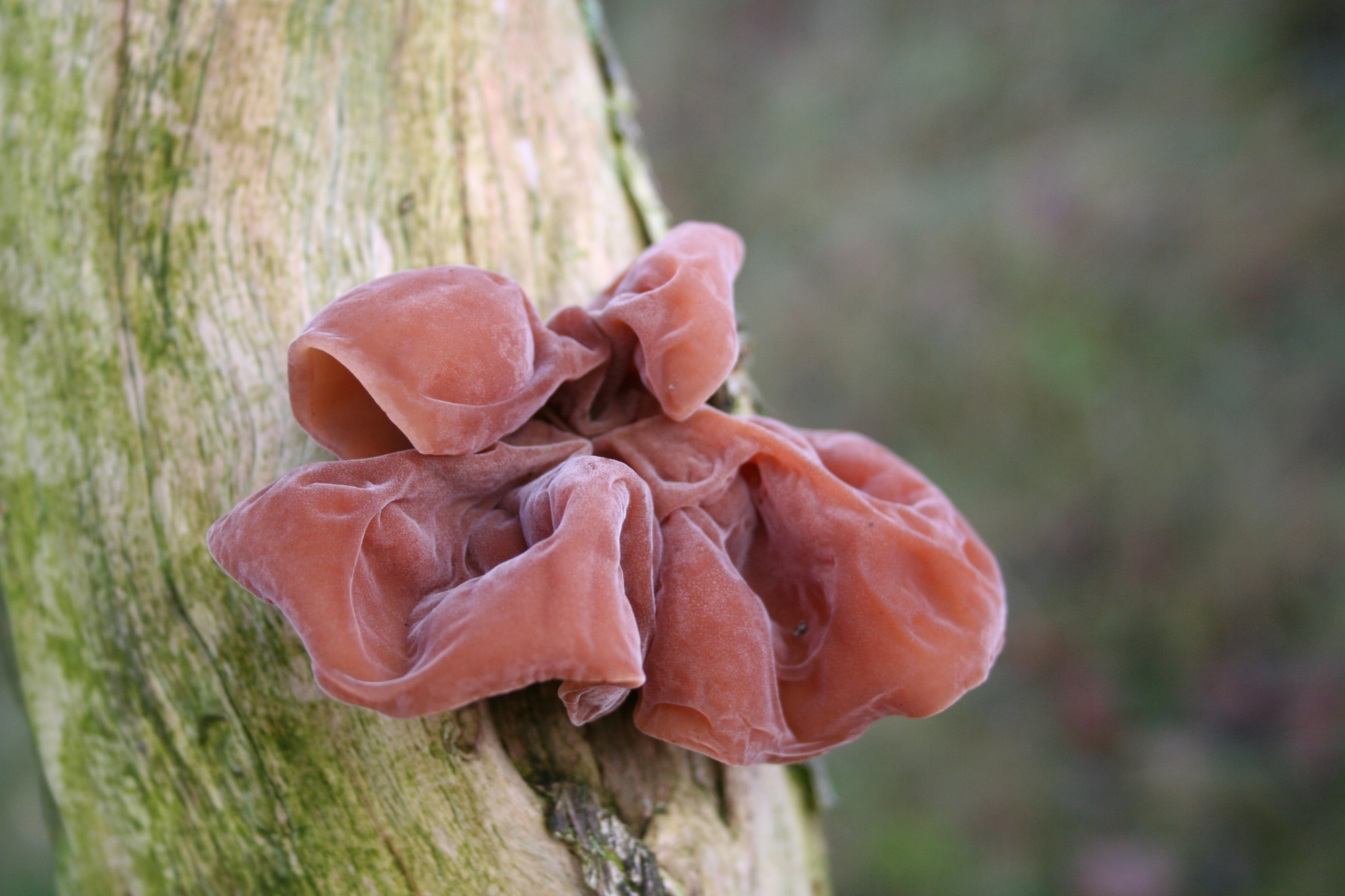
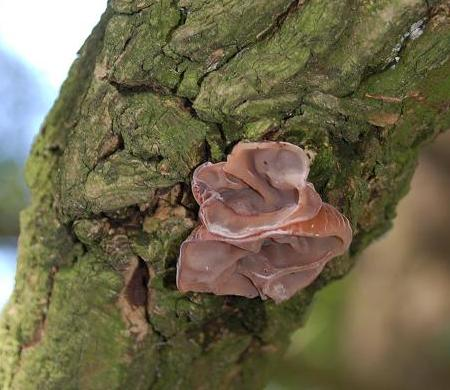
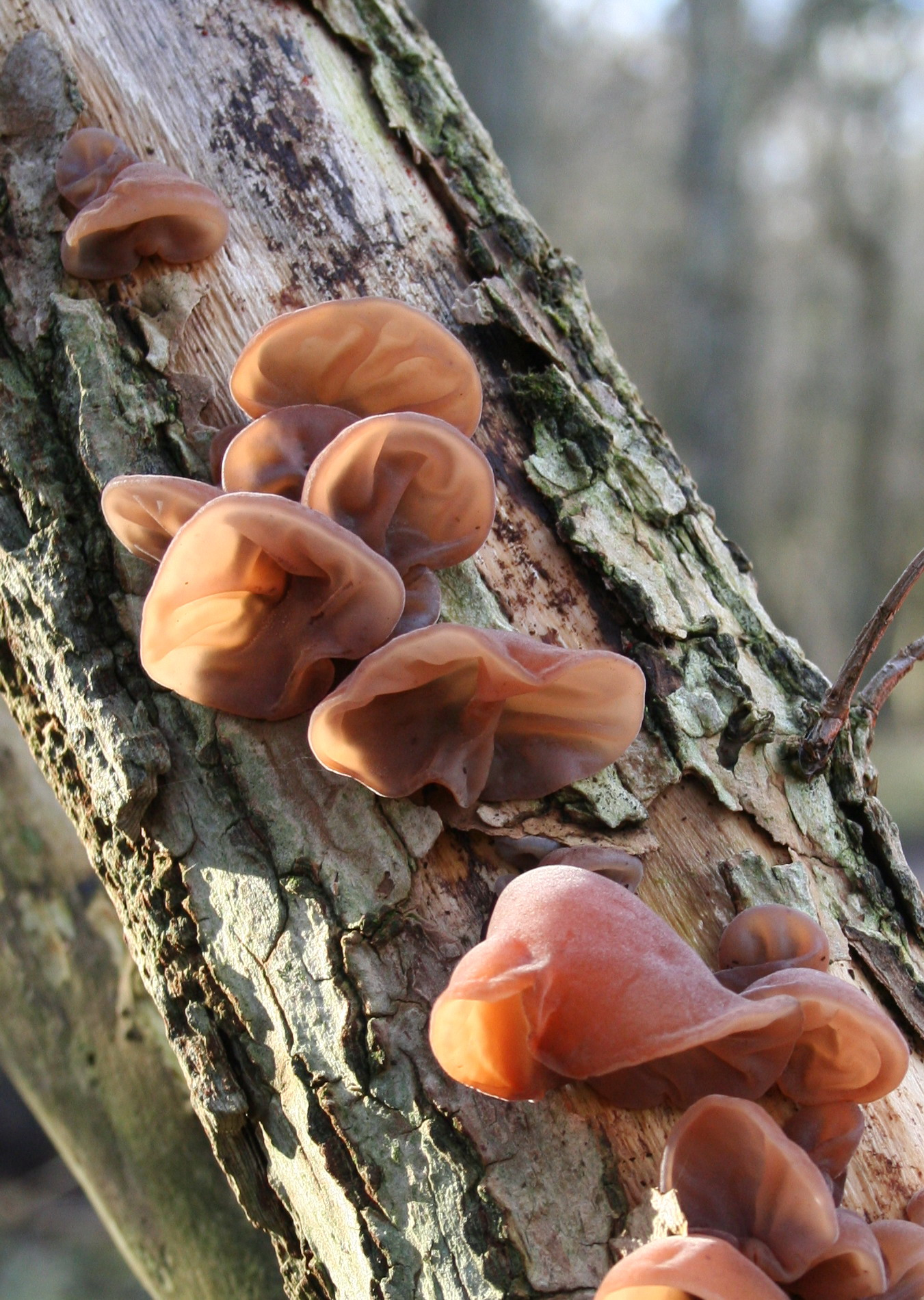

### 類似のキノコ
キクラゲ科キクラゲ属
- アラゲキクラゲ (Auricularia polytricha) - 広葉樹の枯れ木に発生する食用キノコ。キクラゲに似ているが、南方系の種とされ、裏背面に粗い毛が生えている。毛が生えている面が白っぽいので「ウラジロ」とよばれることもある。

シロキクラゲ科シロキクラゲ属
- シロキクラゲ (Tremella fuciformis) - 広葉樹の枯れ木に発生し、栽培もされている食用キノコ。トサカ状の裂片は表裏の区別がなく、両側面に胞子が出来る。
- ハナビラニカワタケ (Tremella foliacea) - 広葉樹の枯れ木に発生し食用になる。裂片が融合して重なり合って花びら状になる。表裏の区別はなく、両面に胞子が出来る。

## 食用

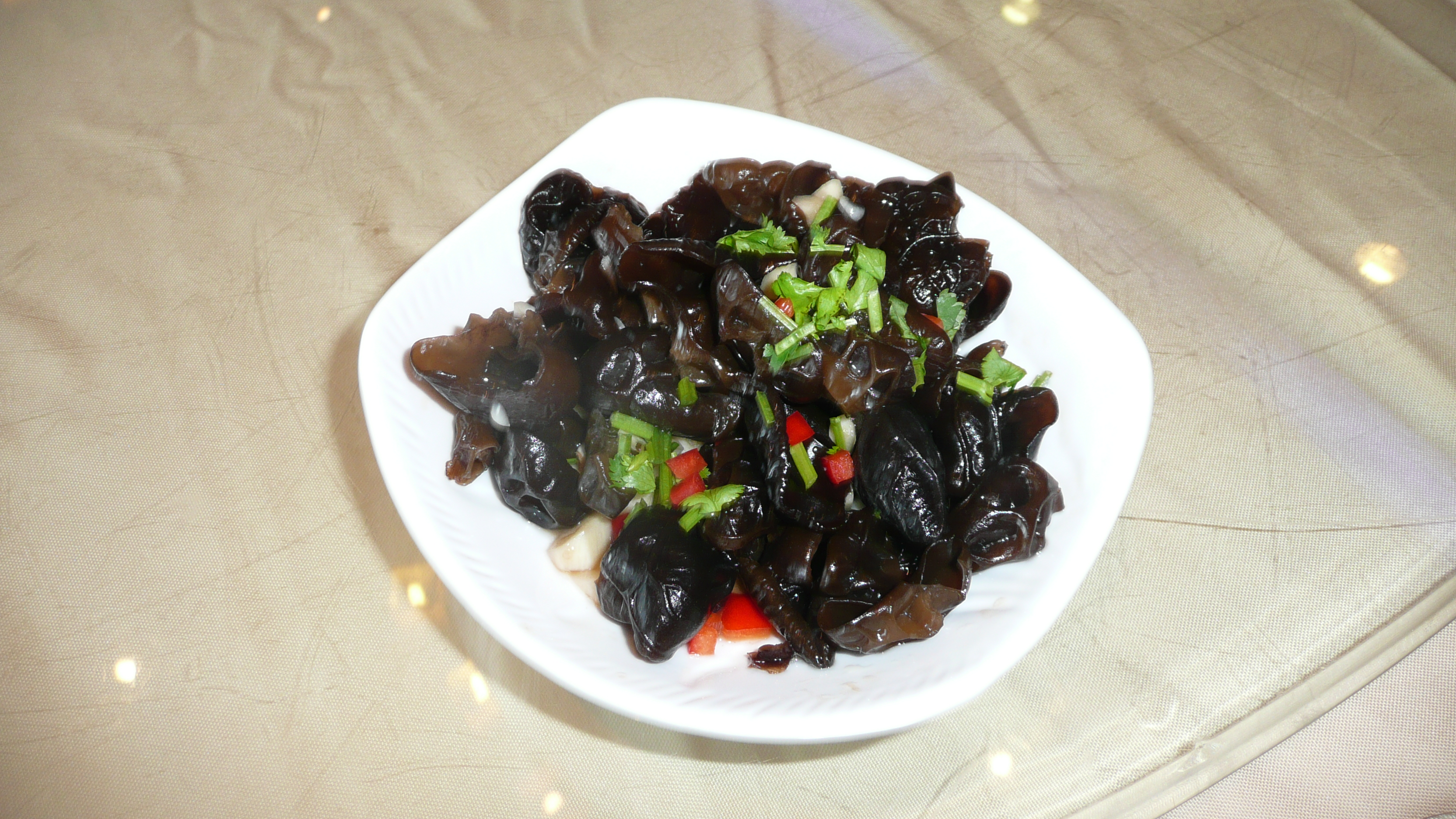
広東料理でのキクラゲの和え物

一般にキクラゲといえばシロキクラゲ科シロキクラゲ属も含んだキクラゲ類の総称である。中華料理の定番食材としてよく知られ、クラゲのようなシコシコした歯触りが特徴である。食味は淡白で、かたい石突きを取り除き、さっと熱湯に通してから使う。色は黒色と白色（シロキクラゲ）があり、どちらもビタミンDと食物繊維が豊富である。主に乾物として流通しているが、近年は生のものも市場に流通している。生のものは乾燥品を水戻ししたものより弾力性と歯ごたえに富んでおり、日本では主産地の鹿児島県沖永良部島産や熊本県天草産のものが生のままでも出荷されているが、収穫期間しか販売されていない。
乾燥品は食べる前に水かぬるま湯で戻し、石突き（根本）部分を切り落とす。中国の市場では、すぐに使えるように水で戻したキクラゲも売られている。
酢の物、野菜炒め（炒め物）、すき焼きの具、和え物などに利用する。茹でると出汁が取れるため、中華風の煮物や汁物（スープ）に使うこともある。さっと茹でたキクラゲに、ポン酢をかけて食べてももよい。
黒いキクラゲは中華料理や豚骨ラーメンの具としても知られ、主に炒め物、酢の物、刺身、チゲ、ナムル、薩摩揚げの具などに用いられる。精進料理や普茶料理でも多用され、それらから変化した大分県中津市の和菓子「巻蒸」にも用いられている。
アラゲキクラゲは背面に白い毛をつけ、肉質はよりかたくコリコリした食感で、中華料理でよく使われる。沖永良部島の奄美料理では、生のみんぐそ（アラゲキクラゲ）を天ぷらや卵炒めなどにして食べる。乾燥品が良く出回っている。
また漢方薬の生薬としても利用されていて、便秘解消や高血圧予防、心臓病予防によいとされる。
シロキクラゲは、海藻サラダによく使われるほか、透明感を生かして、さっと茹でてシロップで煮たデザートの具として用いられる。
大韓民国でも一般的な食材であり、チャプチェやトッポキなどに用いられる。

## 栽培
中国、台湾、日本、ベトナムなどで仲間のアラゲキクラゲなどと共に広く、原木か菌床で栽培される。市販の乾燥品は、近縁種のアラゲキクラゲの栽培品であることが多い。
害菌抵抗性も高く、原木栽培は比較的容易。菌床栽培は農業用ハウスが転用できる。生育温度が18 - 23℃程度であるため、菌床栽培では種菌接種から蔓延開始までの期間は、害菌に汚染されないための管理が重要である。温度や湿度の管理にIoT機器を利用する例もある。地中に埋設する配水管路に使われるコンクリート製のボックスカルバートを利用した栽培システムのような効率的な手法であれば、初期費用は短期間で回収できるとされる。
日本で消費されるキクラゲの約90%は中国からの輸入であるが、国内栽培に取り組む事業者もいる。
日本産のアラゲキクラゲの収穫量は岐阜県が1位、熊本県が2位、茨城県が3位、宮城県が4位。鹿児島県沖永良部島では特産のサトウキビから出るバガスを栄養源にして栽培されている。
原木栽培
- 原木伐採は休眠期（11 - 3月）に行い、数か月の乾燥の後、種菌を接種する。
- 排水良好な、直射日光の当らない、散水管理が可能な林地に伏せ込む。
- 発生は、接種年の7月下旬頃から始まり、翌年は春から降雨の都度発生する。
- 3 - 5年程度継続。

菌床栽培
- 基材：広葉樹オガクズ
- 栄養材：ふすま、砂糖、石膏、過リン酸カルシウム、大豆粉、コメ糠、バガス（サトウキビ搾りかす）、ライムケーキ（てん菜糖の搾りかす）など。生産地によって異なる。
- 培地含水率：65%程度に調整
- 培養期間：1か月程度。
- 原基形成開始後、10日程度から収穫可能。年間3 - 6回転。

原木に生えた状態の子実体は軟らかく破れやすいので、収穫は慎重に行う。いったん乾燥させてしまえば丈夫になる。